# Kontéa
Kontéa (grec moderne : Κοντέα) ou Türkmenköy est une commune chypriote, située de facto en République turque de Chypre du Nord dans le district chypriote turc de Gazimağusa, de jure en République de Chypre dans le district chypriote grec de Famagouste.

## Monuments
La localité compte un manoir, une chapelle et un cimetière chrétiens de l'époque franque, une église orthodoxe dédiée à saint Charalampos  et des bâtiments annexes, un système d'irrigation de l'époque ottomane, des citernes en pierre et des aqueducs, une école primaire et une mosquée contemporaine.